# Olympische Sommerspiele 1924/Teilnehmer (Ungarn)
| Gelbes Symbol für Goldmedaillen mit stilisierten Olympischen Ringen | Graues Symbol für Silbermedaillen mit stilisierten Olympischen Ringen | Braundes Symbol für Bronzemedaillen mit stilisierten Olympischen Ringen |
| ------------------------------------------------------------------- | --------------------------------------------------------------------- | ----------------------------------------------------------------------- |
| 2                                                                   | 3                                                                     | 4                                                                       |

Ungarn nahm an den Olympischen Sommerspielen 1924 in Paris mit einer Delegation von 89 Athleten (86 Männer und 3 Frauen) an 54 Wettkämpfen in 12 Wettbewerben teil.
Die ungarischen Sportler gewannen zwei Gold-, drei Silber- und vier Bronzemedaillen. Olympiasieger wurden Sándor Pósta im Säbelfechten und Gyula Halasy im Trapschießen. Silber sicherten sich Elemér Somfay im Modernen Fünfkampf, Lajos Keresztes im griechisch-römischen Ringen im Leichtgewicht und die Säbel-Mannschaft der Männer. Jeweils eine Bronzemedaille gewannen János Garay im Säbelfechten, Károly Bartha über 100 m Rückenschwimmen, Raymund Badó im griechisch-römischen Ringen im Schwergewicht und die Florett-Mannschaft der Männer. Fahnenträger bei der Eröffnungsfeier war der Leichtathlet Sándor Toldi.

## Teilnehmer nach Sportarten

### Boxen
- Béla Lőwig
in der 1. Runde ausgeschieden

### Fechten
- János Garay
Bronze  Säbel
Silber  Säbel Mannschaft
- Sándor Pósta
Gold  Säbel
Bronze  Florett Mannschaft
Silber  Säbel Mannschaft
- Zoltán Schenker
Bronze  Florett Mannschaft
Silber  Säbel Mannschaft
- Ödön Tersztyánszky
Bronze  Florett Mannschaft
Silber  Säbel Mannschaft
- László Berti
Bronze  Florett Mannschaft
Silber  Säbel Mannschaft
- István Lichteneckert
Bronze  Florett Mannschaft
- József Rády
Silber  Säbel Mannschaft
- László Széchy
Silber  Säbel Mannschaft
- Jenő Uhlyárik
Silber  Säbel Mannschaft

### Fußball
- 9. Platz

Béla Gárdos
Ferenc Híres
Gábor Ormai
György Faludy
Gyula Mándi
János Biri
József Aczél
József Barna
Károly Fogl
Rudolf Jeny
Zoltán Opata
nicht eingesetzt:
József Fogl
Árpád Hajós
Ferenc Kropacsek
György Molnár
Henrik Nádler
Dezső Grósz
József Takács
Gyula Tóth
Árpád Weisz
Vilmos Kertész
Károly Zsák
Trainer:
Gyula Kiss

### Kunstwettbewerbe
- Alfréd Hajós
Silber  Baukunst
- Dezső Lauber
Silber  Baukunst

### Leichtathletik
- Pál Bedő
- Lajos Csejthey
- Mihály Fekete
- Jenő Gáspár
- Ferenc Gerő
- István Grósz
- Pál Király
- István Kultsár
- Lajos Kurunczy
- Antal Lovas
- Kálmán Marvalits
- László Muskát
- Tibor Püspöki
- Gusztáv Rózsahegyi
- Elemér Somfay
Silber  Zehnkampf
- Sándor Toldi

### Radsport
- Mihály Rusovszky
Zeitfahren Straße: 51. Platz
- Ferenc Steiner
Zeitfahren Straße: 24. Platz
- János Grimm
Sprint Bahn: Vorläufe
Tandem Bahn: Halbfinale
- Ferenc Uhereczky
Sprint Bahn: Vorläufe
Tandem Bahn: Halbfinale

### Ringen
- Raymund Badó
Bronze  Schwergewicht
- István Dömény
- Ferenc Györgyei
- Lajos Keresztes
Silber  Leichtgewicht
- Sándor Kónyi
- Armand Magyar
- Mihály Matura
- Jenő Németh
- Ödön Radvány
- Ottó Szelky
- József Tasnádi
- Béla Varga

### Rudern
- Ervin Mórich
Doppelzweier: Halbfinale
- Béla Szendey
Doppelzweier: Halbfinale
- Sándor Hautzinger
Vierer mit Steuermann: Hoffnungslauf
- Károly Koch
Vierer mit Steuermann: Hoffnungslauf
- István Szendeffy
Vierer mit Steuermann: Hoffnungslauf
- Zoltán Török
Vierer mit Steuermann: Hoffnungslauf
- Lajos Wick
Vierer mit Steuermann: Hoffnungslauf

### Schießen
- Gyula Halasy
Gold  Trap
- Sándor Lumniczer
- Sándor Prokopp
- Gusztáv Szomjas
- László Szomjas
- Elemér Takács
- Rezső Velez

### Schwimmen
| Männer - István Bárány - Károly Bartha Bronze 100 m Rücken - Frigyes Hollósi - Zoltán Bitskey - Márton Sipos | Frauen - Ella Molnár |

### Tennis
| Männer - Lajos Göncz - Béla von Kehrling - Aurél von Kelemen - Kálmán Kirchmayer | Frauen - Ilona Várady-Péter |

### Wasserball
- 5. Platz
István Barta
Tibor Fazekas
Lajos Homonnai
Márton Homonnai
Alajos Keserű
Ferenc Keserű
József Vértesy
János Wenk